# Лісозавод (Брянський район)
Лісозавод (рос. Лесозавод) — селище в Брянському районі Брянської області Російської Федерації.
Населення становить 66 осіб. Входить до складу муніципального утворення Свенське сільське поселення.

## Історія
Від 2005 року входить до складу муніципального утворення Свенське сільське поселення.

## Населення
| 2010 | 2013 |
| ---- | ---- |
| 72   | ↘66  |